# Manhattan Guardian
Manhattan Guardian, il cui vero nome è Jake Jordan, è un personaggio dei fumetti creato da Grant Morrison e Cameron Stewart nel 2005, pubblicato dalla DC Comics.
È basato sul personaggio Guardiano.

## Storia del personaggio
Jake Jordan era un ex ufficiale di polizia disoccupato. Un giorno, cercando lavoro al giornale Manhattan Guardian, riuscì a superare una serie di prove (tra cui un attacco terroristico e un golem) e ricevette l'offerta di diventare il supereroe/reporter del giornale da parte del proprietario del giornale Ed Stargard.
Euforico della sua nuova vita, Jake comincia ad affrontare i crimini della città, tra cui il rapimento della sua fidanzata Carla (coinciso con l'uccisione di Larry, padre di Carla, da parte del rapitore, e seguito dalla rottura della relazione da parte di Carla). Gli eventi successivi si ricollegano a quelli di Sette Soldati della Vittoria, alla fine della quale si riunisce con Carla.
È apparso poi nelle miniserie Crisi infinita e 52.